# Mutua Madrid Open 2025
Mutua Madrid Open 2025 byl tenisový turnaj na profesionálním okruhu mužů ATP Tour a žen WTA Tour, hraný v parku Manzanares. Dvacátý třetí ročník mužského a šestnáctý ženského turnaje Madrid Open probíhal mezi 22. dubnem a 4. květnem 2025 ve španělské metropoli Madridu na antukových dvorcích.
Mužský turnaj dotovaný 9 797 365 eury patřil do kategorie ATP Tour Masters 1000. Ženská událost s rozpočtem 8 963 700 eur náležela do kategorie WTA 1000. Nejvýše nasazenými singlisty se staly světová dvojka Alexander Zverev z Německa a jednička Aryna Sabalenková. Jako poslední přímí účastníci do dvouher nastoupili britský 81. hráč žebříčku Cameron Norrie a 72. tenistka světa Jaqueline Cristianová z Rumunska. V důsledku invaze Ruska na Ukrajinu na konci února 2022 řídící organizace tenisu ATP, WTA a ITF s grandslamy rozhodly, že ruští a běloruští tenisté mohli dále na okruzích startovat, ale do odvolání nikoli pod vlajkami Ruska a Běloruska.
Kvůli masivnímu výpadku elektřiny na Pyrenejském poloostrově byl 28. dubna 2025 zrušen odpolední a večerní program, s přesunem zápasů na další den. Rozehrané zápasy byly rovněž přerušeny, když se ročník 2025 madridského turnaje stal vůbec první smíšenou událostí ATP a WTA, s nasazením technologie elektronického čárového rozhodčího na antuce.
Třináctou trofej z dvouhry okruhu ATP Tour si odvezl 26letý Casper Ruud. Po skončení se vrátil do první světové desítky. Na Mastersech se stal prvním norským šampionem od založení kategorie v roce 1990. Od sezóny 2020 dominoval statistikám na antukovém povrchu, včetně 17 finále a 12 titulů. Jubilejní dvacátý singlový titul na okruhu WTA Tour vybojovala 26letá světová jednička Aryna Sabalenková. Třetí madridskou trofejí vyrovnala rekord Petry Kvitové a v kategorii WTA 1000 se devátým triumfem posunula na sdílené druhé místo k Halepové a Kvitové. Mužskou čtyřhru ovládli Španěl Marcel Granollers s Argentincem Horaciem Zeballosem. Na túře ATP společně získali  jedenáctou trofej, osmou na Mastersech a druhou madridskou, po ročníku 2021. Ženský debl vyhrály Rumunka Sorana Cîrsteaová s Annou Kalinskou, které proměnily první spolupráci na okruhu v premiérové kariérní tituly WTA 1000.

## Rozdělení bodů a finančních odměn

### Rozdělení bodů
| Soutěž       | Soutěž       | vítězové | finalisté | semifinalisté | čtvrtfinalisté | 16 v kole | 32 v kole | 64 v kole | 96 v kole | Q  | Q2 | Q1 |
| ------------ | ------------ | -------- | --------- | ------------- | -------------- | --------- | --------- | --------- | --------- | -- | -- | -- |
| dvouhra mužů | [ 4 ] [ 14 ] | 1000     | 650       | 400           | 200            | 100       | 50        | 30        | 10        | 20 | 10 | 0  |
| čtyřhra mužů | [ 16 ]       | 1000     | 600       | 360           | 180            | 90        | 0         | —         | —         | —  | —  | —  |
| dvouhra žen  | [ 3 ] [ 17 ] | 1000     | 650       | 390           | 215            | 120       | 65        | 35        | 10        | 30 | 20 | 2  |
| čtyřhra žen  | [ 18 ]       | 1000     | 650       | 390           | 215            | 120       | 10        | —         | —         | —  | —  | —  |

Vysvětlivky
1. 1 2  Nasazení s volným losem obdrželi v případě prohry body za první kolo.[15]
2. ↑  Startující na divokou kartu v případě prohry neobrželi žádné body.[15]

### Finanční odměny
| Soutěž                                  | Soutěž       | vítězové  | finalisté | semifinalisté | čtvrtfinalisté | 16 v kole | 32 v kole | 64 v kole | 96 v kole | Q2       | Q1      |
| --------------------------------------- | ------------ | --------- | --------- | ------------- | -------------- | --------- | --------- | --------- | --------- | -------- | ------- |
| dvouhra mužů                            | [ 4 ] [ 14 ] | 985 030 € | 523 870 € | 291 040 €     | 165 680 €      | 90 445 €  | 52 925 €  | 30 895 €  | 20 820 €  | 12 090 € | 6 270 € |
| dvouhra žen                             | [ 3 ] [ 17 ] | 985 030 € | 523 870 € | 291 040 €     | 165 680 €      | 90 445 €  | 52 925 €  | 30 895 €  | 20 820 €  | 12 090 € | 6 270 € |
| čtyřhra mužů                            | [ 16 ]       | 400 560 € | 212 060 € | 113 880 €     | 56 950 €       | 30 540 €  | 16 690 €  | —         | —         | —        | —       |
| čtyřhra žen                             | [ 18 ]       | 400 560 € | 212 060 € | 113 880 €     | 56 950 €       | 30 540 €  | 16 690 €  | —         | —         | —        | —       |
| částky ve čtyřhrách jsou uvedeny na pár |              |           |           |               |                |           |           |           |           |          |         |

## Mužská dvouhra

### Nasazení
| Stát                          | Hráč                        | ATP | Nasazení |
| ----------------------------- | --------------------------- | --- | -------- |
| Německo                       | Alexander Zverev            | 2.  | 1.       |
| Španělsko                     | Carlos Alcaraz              | 3.  | 2.       |
| USA                           | Taylor Fritz                | 4.  | 3.       |
| Srbsko                        | Novak Djoković              | 5.  | 4.       |
| Spojené království            | Jack Draper                 | 6.  | 5.       |
| Austrálie                     | Alex de Minaur              | 7.  | 6.       |
|                               | Andrej Rubljov              | 8.  | 7.       |
| Dánsko                        | Holger Rune                 | 9.  | 8.       |
|                               | Daniil Medveděv             | 10. | 9.       |
| Itálie                        | Lorenzo Musetti             | 11. | 10.      |
| USA                           | Tommy Paul                  | 12. | 11.      |
| USA                           | Ben Shelton                 | 13. | 12.      |
| Francie                       | Arthur Fils                 | 14. | 13.      |
| Norsko                        | Casper Ruud                 | 15. | 14.      |
| Bulharsko                     | Grigor Dimitrov             | 16. | 15.      |
| USA                           | Frances Tiafoe              | 17. | 16.      |
| Řecko                         | Stefanos Tsitsipas          | 18. | 17.      |
| Kanada                        | Félix Auger-Aliassime       | 19. | 18.      |
| Česko                         | Tomáš Macháč                | 20. | 19.      |
| Argentina                     | Francisco Cerúndolo         | 21. | 20.      |
| Francie                       | Ugo Humbert                 | 22. | 21.      |
| Česko                         | Jakub Menšík                | 23. | 22.      |
| USA                           | Sebastian Korda             | 24. | 23.      |
|                               | Karen Chačanov              | 25. | 24.      |
| Austrálie                     | Alexei Popyrin              | 26. | 25.      |
| Česko                         | Jiří Lehečka                | 27. | 26.      |
| Polsko                        | Hubert Hurkacz              | 28. | 27.      |
| Španělsko                     | Alejandro Davidovich Fokina | 29. | 28.      |
| Kanada                        | Denis Shapovalov            | 30. | 29.      |
| Itálie                        | Matteo Berrettini           | 31. | 30.      |
| USA                           | Brandon Nakashima           | 32. | 31.      |
| Argentina                     | Sebastián Báez              | 33. | 32.      |
| Žebříček ATP k 21. dubnu 2025 |                             |     |          |

### Jiné formy účasti
Následující hráčí obdrželi divokou kartu do hlavní soutěže:
- Pablo Carreño Busta
- Marin Čilić
- Federico Cinà
- Martín Landaluce
- Coleman Wong

Následující hráči nastoupili pod žebříčkovou ochranou:
- Sebastian Ofner
- Reilly Opelka

Následující hráči postoupili z kvalifikace:
- Daniel Altmaier
- Juan Manuel Cerúndolo
- Borna Ćorić
- Jacob Fearnley
- Fabio Fognini
- Hugo Gaston
- Borna Gojo
- Vít Kopřiva
- Dušan Lajović
- Harold Mayot
- Elmer Møller
- Ethan Quinn

Následující hráči postoupili z kvalifikace jako šťastní poražení:
- Gabriel Diallo
- Rinky Hijikata
- Kamil Majchrzak
- Botic van de Zandschulp

### Odhlášení
před zahájením turnaje
- Carlos Alcaraz → nahradil jej  Kamil Majchrzak
- Roberto Carballés Baena → nahradil jej  Rinky Hijikata
- Čang Č’-čen → nahradil jej  Alexandr Bublik
- Jošihito Nišioka → nahradil jej  Gabriel Diallo
- Jannik Sinner → nahradil jej  Christopher O'Connell
- Šang Ťün-čcheng → nahradil jej  Aleksandar Kovacevic
- Alejandro Tabilo → nahradil jej  Cameron Norrie
- Jordan Thompson → nahradil jej  Botic van de Zandschulp

## Mužská čtyřhra

### Nasazení
| Stát                                                                                   | Hráč              | Stát               | Hráč             | ATP | Nasazení |
| -------------------------------------------------------------------------------------- | ----------------- | ------------------ | ---------------- | --- | -------- |
| Salvador                                                                               | Marcelo Arévalo   | Chorvatsko         | Mate Pavić       | 2.  | 1.       |
| Finsko                                                                                 | Harri Heliövaara  | Spojené království | Henry Patten     | 7.  | 2.       |
| Německo                                                                                | Kevin Krawietz    | Německo            | Tim Pütz         | 13. | 3.       |
| Itálie                                                                                 | Simone Bolelli    | Itálie             | Andrea Vavassori | 17. | 4.       |
| Španělsko                                                                              | Marcel Granollers | Argentina          | Horacio Zeballos | 21. | 5.       |
| Chorvatsko                                                                             | Nikola Mektić     | Nový Zéland        | Michael Venus    | 29. | 6.       |
| Spojené království                                                                     | Julian Cash       | Spojené království | Lloyd Glasspool  | 29. | 7.       |
| USA                                                                                    | Nathaniel Lammons | USA                | Jackson Withrow  | 37. | 8.       |
| Žebříček ATP k 21. dubnu 2025; číslo je součtem žebříčkového postavení obou členů páru |                   |                    |                  |     |          |

### Jiné formy účasti
Následující páry obdržely divokou kartu:
- Romain Arneodo /  Manuel Guinard
- Alejandro Davidovich Fokina /  Frances Tiafoe
- Arthur Fils /  Casper Ruud

Následující páry nastoupily z pozice náhradníků:
- Sander Arends /  Luke Johnson
- Grégoire Jacq /  Alexandre Müller
- Hendrik Jebens /  Lucas Miedler

### Odhlášení
před zahájením turnaje
- Julian Cash /  Lloyd Glasspool → nahradili je  Hendrik Jebens /  Lucas Miedler
- Arthur Fils /  Casper Ruud → nahradili je  Sander Arends /  Luke Johnson
- Karen Chačanov /   Andrej Rubljov → nahradili je  Grégoire Jacq /  Alexandre Müller
- Sebastian Korda /  Jordan Thompson → nahradili je  Ivan Dodig /  Sebastian Korda
- Alex Michelsen /  Alejandro Tabilo → nahradili je  Alexander Erler /  Constantin Frantzen

## Ženská dvouhra

### Nasazení
| Stát                           | Hráčka                   | WTA | Nasazení |
| ------------------------------ | ------------------------ | --- | -------- |
|                                | Aryna Sabalenková        | 1.  | 1.       |
| Polsko                         | Iga Świąteková           | 2.  | 2.       |
| USA                            | Jessica Pegulaová        | 3.  | 3.       |
| USA                            | Coco Gauffová            | 4.  | 4.       |
| USA                            | Madison Keysová          | 6.  | 5.       |
| Itálie                         | Jasmine Paoliniová       | 5.  | 6.       |
|                                | Mirra Andrejevová        | 7.  | 7.       |
| Čína                           | Čeng Čchin-wen           | 8.  | 8.       |
| Španělsko                      | Paula Badosová           | 9.  | 9.       |
| Kazachstán                     | Jelena Rybakinová        | 10. | 10.      |
| USA                            | Emma Navarrová           | 11. | 11.      |
| Česko                          | Karolína Muchová         | 12. | 12.      |
|                                | Diana Šnajderová         | 13. | 13.      |
| Austrálie                      | Darja Kasatkinová        | 14. | 14.      |
| USA                            | Amanda Anisimovová       | 16. | 15.      |
| Brazílie                       | Beatriz Haddad Maiová    | 17. | 16.      |
| Ukrajina                       | Elina Svitolinová        | 18. | 17.      |
|                                | Ljudmila Samsonovová     | 19. | 18.      |
| Chorvatsko                     | Donna Vekićová           | 20. | 19.      |
| Dánsko                         | Clara Tausonová          | 21. | 20.      |
|                                | Jekatěrina Alexandrovová | 22. | 21.      |
| Kazachstán                     | Julia Putincevová        | 23. | 22.      |
| Lotyšsko                       | Jeļena Ostapenková       | 24. | 23.      |
| Ukrajina                       | Marta Kosťuková          | 25. | 24.      |
| Kanada                         | Leylah Fernandezová      | 26. | 25.      |
| Tunisko                        | Ons Džabúrová            | 27. | 26.      |
| Polsko                         | Magdalena Fręchová       | 28. | 27.      |
| Belgie                         | Elise Mertensová         | 29. | 28.      |
| Polsko                         | Magda Linetteová         | 30. | 29.      |
|                                | Anna Kalinská            | 31. | 30.      |
| Česko                          | Linda Nosková            | 33. | 31.      |
| USA                            | Sofia Keninová           | 34. | 32.      |
| Žebříček WTA ke 14. dubnu 2025 |                          |     |          |

### Jiné formy účasti
Následující hráčky obdržely divokou kartu do hlavní soutěže:
- Emiliana Arangová
- Hailey Baptisteová
- Alexandra Ealaová
- Linda Fruhvirtová
- Victoria Jiménezová Kasintsevová
- Carlota Martínezová Círezová
- Robin Montgomeryová
- Ajla Tomljanovićová

Následující hráčky nastoupily pod žebříčkovou ochranou:
- Bianca Andreescuová
- Sorana Cîrsteaová
- Petra Kvitová
- Anastasija Sevastovová

Následující hráčky postoupily z kvalifikace:
- Anna Blinkovová
- María Lourdes Carléová
- Jana Fettová
- Maya Jointová
- Francesca Jonesová
- Teodora Kostovićová
- Rebeka Masárová
- Diane Parryová
- Aljaksandra Sasnovičová
- Zeynep Sönmezová
- Julija Starodubcevová
- Panna Udvardyová

Následující hráčky postoupily z kvalifikace jako šťastné poražené:
- Cristina Bucșová
- Bernarda Peraová
- Elisabetta Cocciarettová

### Odhlášení
před zahájením turnaje
- Paula Badosová → nahradila ji  Cristina Bucșová
- Danielle Collinsová → nahradila ji  Eva Lysová
- Anhelina Kalininová → nahradila ji  Bernarda Peraová
- Barbora Krejčíková → nahradila ji  Katie Volynetsová
- Karolína Muchová → nahradila ji  Elisabetta Cocciarettová
- Markéta Vondroušová → nahradila ji  Caroline Dolehideová

## Ženská čtyřhra

### Nasazení
| Stát                                                                                     | Hráčka               | Stát        | Hráčka              | WTA | Nasazení |
| ---------------------------------------------------------------------------------------- | -------------------- | ----------- | ------------------- | --- | -------- |
| Kanada                                                                                   | Gabriela Dabrowská   | Nový Zéland | Erin Routliffeová   | 8.  | 1.       |
| Itálie                                                                                   | Sara Erraniová       | Itálie      | Jasmine Paoliniová  | 12. | 2.       |
| Čínská Tchaj-pej                                                                         | Sie Šu-wej           | Lotyšsko    | Jeļena Ostapenková  | 14. | 3.       |
| USA                                                                                      | Caroline Dolehideová | USA         | Desirae Krawczyková | 30. | 4.       |
|                                                                                          | Mirra Andrejevová    |             | Diana Šnajderová    | 31. | 5.       |
| Kazachstán                                                                               | Anna Danilinová      |             | Irina Chromačovová  | 34. | 6.       |
| USA                                                                                      | Asia Muhammadová     | Nizozemsko  | Demi Schuursová     | 34. | 7.       |
| USA                                                                                      | Sofia Keninová       | Ukrajina    | Ljudmyla Kičenoková | 46. | 8.       |
| Žebříček WTA ke 14. dubnu 2025; číslo je součtem žebříčkového postavení obou členek páru |                      |             |                     |     |          |

### Jiné formy účasti
Následující páry obdržely divokou kartu:
- Viktoria Azarenková /  Ashlyn Kruegerová
- Coco Gauffová /  Robin Montgomeryová
- Madison Keysová /  Maria Sakkariová

Následující pár nastoupil pod žebříčkovou ochranou:
- Storm Hunterová /  Ellen Perezová

## Přehled finále

### Mužská dvouhra
- Casper Ruud vs.  Jack Draper, 7–5, 3–6, 6–4

### Ženská dvouhra
- Aryna Sabalenková vs.  Coco Gauffová, 6–3, 7–6(7–3)

### Mužská čtyřhra
- Marcel Granollers /  Horacio Zeballos vs.  Marcelo Arévalo /  Mate Pavić 6–4, 6–4

### Ženská čtyřhra
- Sorana Cîrsteaová /   Anna Kalinská vs.   Veronika Kuděrmetovová /  Elise Mertensová, 6–7(10–12), 6–2, [12–10]